# Longone Sabino
Longone Sabino – miejscowość i gmina we Włoszech, w regionie Lacjum, w prowincji Rieti.
Według danych na rok 2004 gminę zamieszkiwały 682 osoby, 20,1 os./km².